# Vanity (Sängerin)
Vanity (* 4. Januar 1959 als Denise Katrina Matthews in Niagara Falls, Ontario; † 15. Februar 2016 in Fremont, Kalifornien, USA) war eine kanadische Sängerin, Schauspielerin und Model. Ihre Karriere dauerte von Anfang der 1980er bis Mitte der 1990er Jahre. Von 1981 bis 1983 war sie Leadsängerin der Band Vanity 6.

## Karriere
Matthews begann vor ihrem Umzug nach Toronto als Model zu arbeiten. Sie wurde 1977 zur Miss Niagara Hospitality gewählt und nahm 1978 an der Wahl zur Miss Canada teil. Im Alter von 17 Jahren zog sie nach New York City. Sie unterschrieb einen Vertrag bei Zoli Model Agency und beschränkte sich auf Fotoshootings, da sie für den Laufsteg zu klein war.
1980 lernte sie bei den American Music Awards den Sänger Prince kennen. Er nannte sie „Vanity“ (deutsch: Eitelkeit) und schlug sie für eine Arbeit bei Vanity 6 vor. Er produzierte auch den erfolgreichen Song Nasty Girl. Vanity 6 wurde durch provokantes und laszives Auftreten bekannt und begleitete Prince auf seiner 1999-Tour in den Jahren 1982 bis 1983.
Nach einem Album verließ Vanity die Gruppe. Sie unterschrieb 1984 bei Motown Records und nahm zwei Soloalben, Wild Animal und Skin on Skin, auf. Kurz danach verließ sie Motown und ging zu A&M Records. Später wechselte sie zu Geffen Records. 2010 veröffentlichte sie die Autobiografie Blame It on Vanity.

### Schauspielerei
1980 hatte Matthews einen kurzen Auftritt in dem Horrorfilm Terror Train. Sie spielte in dem B-Movie Tanya’s Island und in The Last Dragon, als Agentin in Never Too Young to Die und als Stripperin in 52 Pick-Up mit. 1988 hatte sie eine Hauptrolle als drogenabhängige Nachtclubsängerin in Action Jackson neben Carl Weathers, Craig T. Nelson und Sharon Stone. Sie steuerte Songs zum Soundtrack des Films bei; Faraway Eyes wurde einer ihrer bekanntesten Hits. Ab Mitte der 1980er Jahre trat sie öfter in Fernsehserien auf. Meinolf Zurhorst schrieb 1990 über Vanity, es gelinge ihr nicht, schauspielerische Akzente zu setzen, so dass sie nur das Objekt eines voyeuristischen Kinos sei, das immer wieder neue Attraktionen benötige.

## Persönliches
Vanity hatte afrikanische und polnische Vorfahren.
Außer zu Prince hatte sie Beziehungen mit Adam Ant und Billy Idol. Zu dem Bassisten Nikki Sixx der Glam-Metal-Band Mötley Crüe unterhielt sie 1987 eine auf gemeinsamem Drogenkonsum basierende Beziehung. 1995 heiratete sie den Footballspieler Anthony Smith von den Oakland Raiders; die Ehe wurde ein Jahr später geschieden.
Als ihre Musikkarriere in den späten 1980er Jahren zu Ende ging, wurde sie drogenabhängig. Durch den Missbrauch stimulierender Substanzen verlor Vanity damals eine Niere, zudem schädigten die Drogen ihre Augen und ihr Gehör. Nach diesen Erfahrungen fand Vanity zu Gott und widmete sich der Religion, indem sie Predigerin wurde und zeitweise die Sucht überwinden konnte. 1994 erlitt sie als Folge einer Überdosis ein Nierenversagen, an dessen Spätfolgen sie im Februar 2016 starb.

## Diskografie

### Studioalben
| Jahr | Titel        | Höchstplatzierung, Gesamtwochen, AuszeichnungChartsChartplatzierungen (Jahr, Titel, Platzierungen, Wochen, Auszeichnungen, Anmerkungen) | Anmerkungen                                        |
| Jahr | Titel        | US | Anmerkungen                                        |
| ---- | ------------ | --- | -------------------------------------------------- |
| 1982 | Vanity 6     | US45 Gold · (31 Wo.)US | Erstveröffentlichung: 11. August 1982 mit Vanity 6 |
| 1984 | Wild Animal  | US62 (23 Wo.)US | Erstveröffentlichung: 10. November 1984            |
| 1986 | Skin on Skin | US66 (20 Wo.)US | Erstveröffentlichung: 24. Mai 1986                 |

### Singles
| Jahr | Titel Album                      | Höchstplatzierung, Gesamtwochen, AuszeichnungChartsChartplatzierungen (Jahr, Titel, Album, Platzierungen, Wochen, Auszeichnungen, Anmerkungen) | Anmerkungen                             |
| Jahr | Titel Album                      | US | Anmerkungen                             |
| ---- | -------------------------------- | --- | --------------------------------------- |
| 1984 | Pretty Mess Wild Animal          | US75 (7 Wo.)US | Erstveröffentlichung: 7. September 1984 |
| 1986 | Under the Influence Skin on Skin | US56 (7 Wo.)US | Erstveröffentlichung: 12. April 1986    |

Weitere Singles
- 1982: He’s So Dull (mit Vanity 6)
- 1982: Nasty Girl (mit Vanity 6)
- 1982: Drive Me Wild (mit Vanity 6)
- 1985: Mechanical Emotion
- 1986: Animals
- 1988: Undress Me

## Filmografie (Auswahl)
Kinofilme
- 1980: Klondike Fever (unerwähnt)
- 1980: Monster im Nachtexpreß (Terror Train, als D. D. Winters)
- 1980: Tanya’s Insel (als D. D. Winters)
- 1985: Der Tanz des Drachen (The Last Dragon)
- 1986: Lance – Stirb niemals jung (Never Too Young to Die)
- 1986: 52 Pick-Up
- 1987: Tödliche Täuschung (Deadly Illusion)
- 1988: Action Jackson
- 1992: Neon City
- 1993: Dangerous Action (South Beach)
- 1993: Da Vinci’s War – In den Fängen der CIA (Da Vinci’s War)
- 1997: Kiss of Death

Fernsehfilme und -serien
- 1987: Miami Vice (Episode: By Hooker By Crook)
- 1987: Mike Hammer (Episode: Green Lipstick/Mike’s Daughter)
- 1988: T and T (Episode: A Secret No More)
- 1989: Erben des Fluchs (Friday the 13th: The Series, Episode: The Secret Agenda of Mesmer’s Bauble)
- 1989: Booker (Episode: Deals and Wheels: Teil 1)
- 1990: Tödliche Erinnerung (Memories of Murder, Fernsehfilm)
- 1991: Geschichten aus der Gruft (Tales from the Crypt, Episode: Dead Wait)
- 1991: Tropical Heat (Sweating Bullets, Episode: Mafia Mistress)
- 1992: Palm Beach-Duo (Silk Stalkings, Episode: Powder Burn)
- 1992: Lady Boss (Mini-Fernsehserie)
- 1992: Highlander (Episode: Revenge Is Sweet)
- 1993: Counterstrike (Episode: Muerte)